# Iacob Zadik
Iacob Zadik, uneori ortografiat și „Zadic” (n. 8 decembrie 1867, Brătulești, România – d. 8 aprilie 1970, București, România) a fost unul dintre generalii Armatei României din Primul Război Mondial.
A îndeplinit funcția de comandant de divizie în campania anului 1918. A comandat forțele române care au intrat în Bucovina după unirea acestei provincii cu România, la sfârșitul anului 1918.

## Biografie
Iacob Zadik s-a născut în anul 1867 într-o familie de etnie armeană, din fostul județ Roman. A fost căsătorit cu Rosa, cu care au avut împreună trei copii: Grigore, Ioan-Cristea, ambii ofițeri și Margareta (Margueritte), căsătorită cu Grigore Kessim, fost medic șef al orașului București.
A urmat studiile Școlii Fiilor de Militari, din Iași, între 1878-1886, ale Școlii de Ofițeri de Artilerie și Geniu, din București, între 1886-1888 și ale Școlii Superioare de Război, din București, între 1896-1898.
A murit în anul 1970, la vârsta de 103 ani, fiind înmormântat în București.

## Cariera militară
După absolvirea școlii militare de ofițeri cu gradul de sublocotenent, Iacob Zadik a ocupat diferite poziții în cadrul unităților de artilerie sau în eșaloanele superioare ale armatei, cele mai importante fiind cele de comandant al Regimentului 8 Artilerie (1909-1914) sau șef de stat major la Corpurile 3 și 4 Armată (1914-1916).
În perioada Primului Război Mondial, îndeplinit funcțiile de  - Șef de stat major al Armatei de Nord și Armatei 1 în perioada 1916-1917 și comandant al Diviziei 8 Infanterie în perioada 1918-1919, distingându-se în cursul Bătăliei de la Mărăști din anul 1917.

### Operațiile din Bucovina
La 19 octombrie 1918, la Liov, o Adunare Națională a ucrainienilor proclamă independența „teritoriului ucrainean” din Austro-Ungaria, teritoriu care cuprindea conform unei telegrame trimisă de liderul ucrainenilor din Bucovina către arhiducele Wilhelm: Galiția de est, Bucovina cu orașele Cernăuți, Storojineț și Siret și zona locuită de ucraineni din nord-estul Ungariei. S-a constituit o legiune ucraineană care avea principal scop apărarea noii republici, dar și desfășurarea de acțiuni teroriste de jaf și intimidare a Bucovinei, în special în Cernăuți, Rădăuți și Suceava.
Ca urmare a mișcării de eliberare națională a românilor din Bucovina de după Primul Război Mondial, Iancu Flondor, președintele Congresului General al Bucovinei, cere guvernatorului austriac Etzdorf predarea puterii către români. Refuzul guvernatorului provoacă tulburări, ceea ce determină chemarea în ajutor a armatei române.
La 6 noiembrie 1918, ministrul de război, generalul Constantin Hârjeu transmite o directivă însărcinându-l pe generalul Iacob Zadik, comandantul Diviziei 8, având în subordine Regimentele 16, 29 și 37 infanterie, precum și pe toți grănicerii și jandarmii cu serviciul de pază pe frontiera Bucovinei, să ocupe fără întârziere localitățile Ițcani și Suceava, iar de aici să extindă progresiv ocuparea până la Cernăuți inclusiv.

Bustul generalului Iacob Zadik, amplasat în Parcul Drapelelor din Suceava

La data de 8 noiembrie 1918, comandamentul Diviziei 8 este stabilit la Burdujeni, iar generalul Zadik pleacă la Suceava și ia legătura cu autoritățile locale, iar, apoi, la 9 noiembrie Brigada 16 infanterie este primită în Siret, de unde continuă înaintarea spre nordul Bucovinei, neîntâmpinând nici o rezistență.
La 11 noiembrie 1918, trupele române conduse de generalul Iacob Zadik intră în Cernăuți, restabilesc ordinea și participă la preluarea puterii. Ulterior, la 28 noiembrie 1918, este convocat Congresul General al Bucovinei în Sala sinodală a Reședinței Mitropolitane din Cernăuți și se votează unirea Bucovinei cu România.
Ca unul dintre participanții de seamă la victoria de la Mărășești, a fost însoțitorul oficial al mareșalilor Franței, Joffre, comandantul suprem al armatelor franceze în anii 1915-1916, și Foch, comandant al forțelor franceze în anul 1918, cu prilejul vizitelor acestora în România în 1920, respectiv 1922.
A trecut în rezervă în anul 1926.

## Decorații
- Ordinul „Steaua României”, în grad de ofițer (1912)
- Ordinul „Coroana României”, în grad de ofițer (1906) [1]:p. 622
- Ordinul „Coroana României”, în grad de Mare Cruce (1929)
- Ordinul Legiunea de onoare, în grad de comandor, Franța, (1923)
- Ordinul Apărarea Patriei, clasa a II-a, (1967)